# Велике гоніння

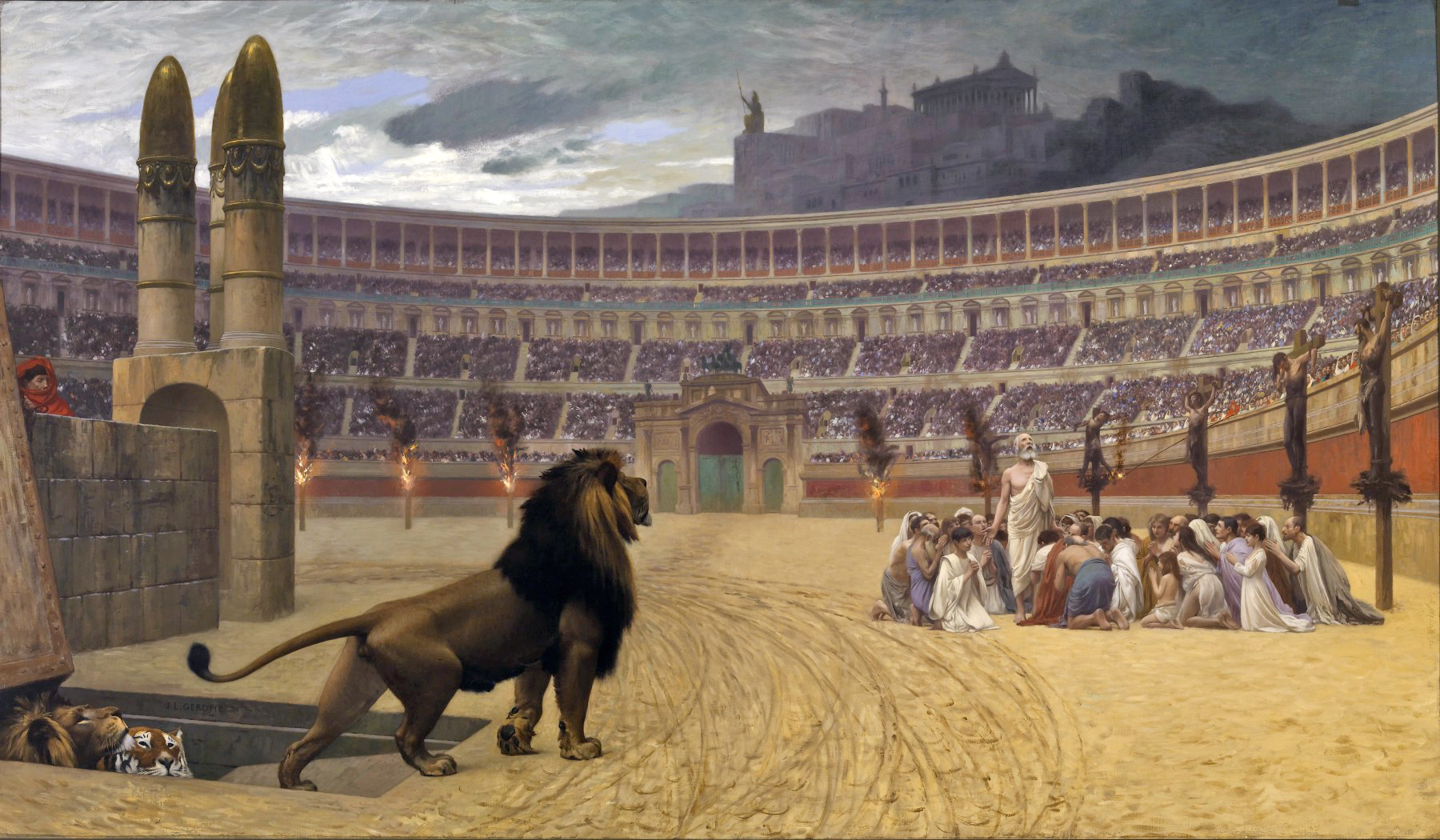
«Остання молитва християнських мучеників». Жан-Леон Жером

Велике гоніння — останнє та наймасштабнішє переслідування християн у Римській імперії. Розпочалося за ініціативою імператора Діоклетіана в 303 році та продовжувалось його наступниками до 313 року. Остаточна поразка гоніння відкрила шлях до подальшої християнізації Імперії за правління імператора Костянтина Великого.

## Передісторія
У 303 році тетрархи Діоклетіан і Максиміан, Галерій і Констанцій Хлор видали едикт, який юридично скасовував громадянські права християн і вимагав від них дотримання традиційних римських релігійних практик. У подальшому були випущені едикти, які були направлені проти священиків, а також зобов'язували всіх жителів імперії здійснювати язичницькі жертвоприношення. Інтенсивність гонінь була відмінною у різних частинах імперії — у Галлії і Британії, де правив у той час Констанцій, виконувася лише перший едикт, а у східній частині імперії гоніння були найбільш суворими. Язичницькі закони поступово скасовувались, і вважається, що Міланський едикт, виданий Костянтином Великим у 313 році, остаточно завершив цей період.
Християни в перші століття свого існування зазнавали дискримінації в імперії, однак перші імператори неохоче приймали закони з цього приводу. Тільки в 250-х роках, при імператорах Деції та Валеріані, почалося законодавче переслідування християн. З приходом до влади Галлієна ці закони перестали виконуватися, в результаті чого майже на 40 років встановився церковний мир. Сходження на престол у 284 році Діоклетіана не привело до миттєвої відмови від політики ігнорування християн, однак в перші п'ятнадцять років свого царювання Діоклетіан послідовно очищав армію від християн, засуджував на смерть маніхейців і оточував себе затятими противниками християнства. Взимку 302 року Галерій порадив Діоклетиану почати загальне переслідування християн. Бажаючи отримати божественну підтримку цього почину, Діоклетіан звернувся до оракула Аполлона, і відповідь останнього була інтерпретована як схвалення пропозиції Галерія. Перший едикт, що поклав початок Великому гонінню, був виданий 24 лютого 303 року.
Переслідування не змогло запобігти поширенню християнства і становлення його в якості основної релігії імперії. Хоча гоніння призвело до смерті, за сучасними оцінками, від 3000 до 3500 осіб, тортур, ув'язнень і вигнання зазнала ще більша кількість людей, проте, більшість християн не постраждало. Іншим наслідком цих подій став поділ церкви на тих, хто вважав за краще прийняти висунуті вимоги, так звані традитори, і тих, хто зберіг вірність християнським вченням. Деякі з церковних розколів цього періоду, таких як донатистський в Північній Африці і мелітіанський в Єгипті, проіснували згодом тривалий час.

## Ранні гоніння

### Християни в армії

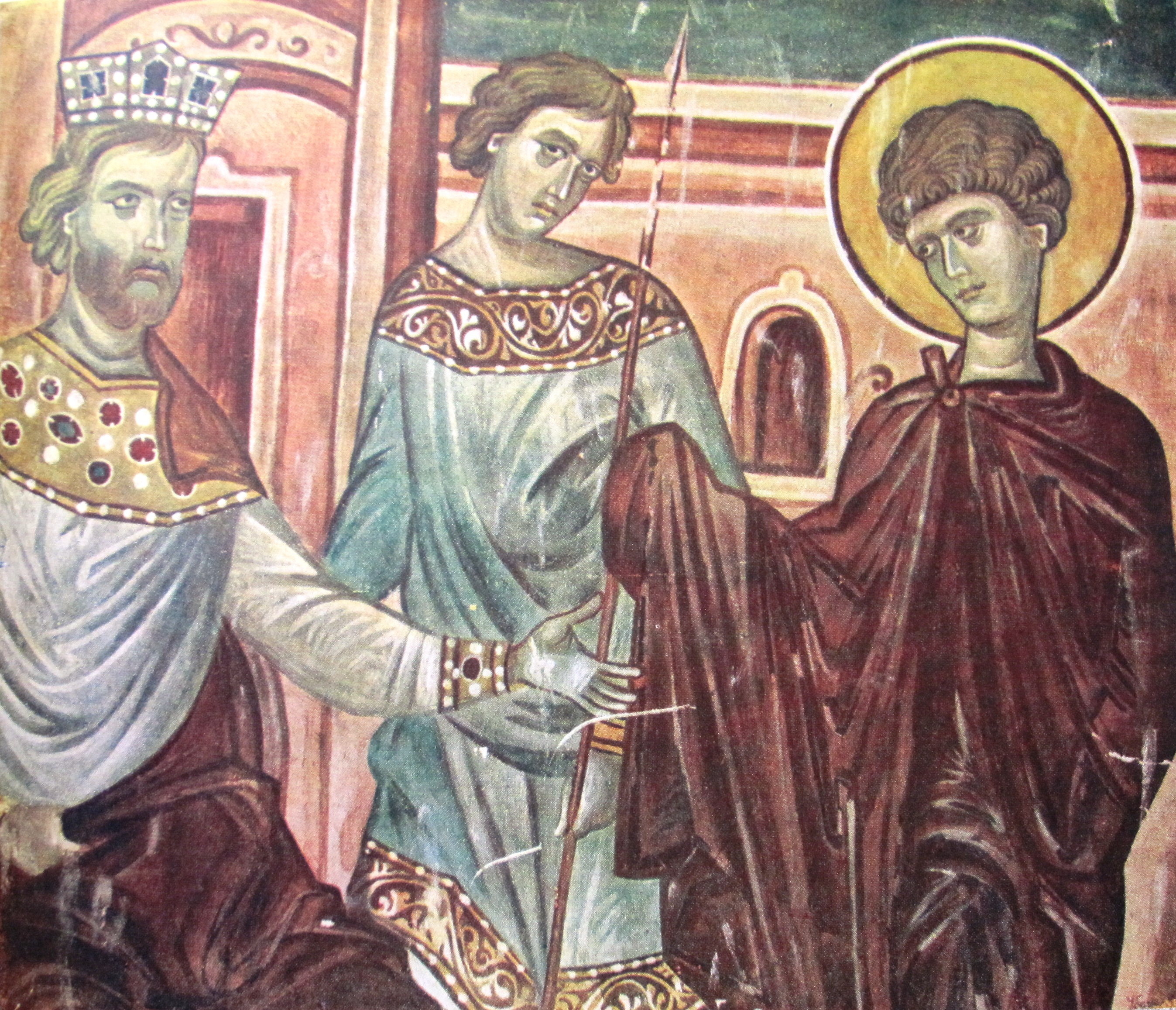
Св. Георгій перед Діоклетіаном. Фреска XIV століття із Убісі, Грузія.
Християнська традиція відносить мучеництво св. Георгія, колишнього римського офіцера, до царювання Діоклетіана

Взимку 296/297 року, після невдалого походу в Персію, Діоклетіан і Галерій вирушили в сирійську Антіохію. Лактанцій повідомляє, що прибувши в це місто, Діоклетіан взяв участь в церемонії жертвопринесення і ворожіння з метою передбачення майбутнього. Гаруспіки кілька разів безуспішно намагалися прочитати знаки, після чого головний з них оголосив, що причиною невдачі є вплив сторонніх осіб. У той же час було відмічено, що деякі з християн імператорського оточення робили хресне знамення під час заходу. Саме їх оголосили винними в невдачі ворожіння. Оскаженілий таким поворотом подій, Діоклетіан наказав всім придворним взяти участь в жертвопринесенні. Також Діоклетіан і Галерій розіслали листи воєначальникам з вимогою всім військовослужбовцям принести жертви богам або покинути армію. Оскільки Лактанцій не повідомляє про кровопролиття в зв'язку з цими подіями, християни з імператорського оточення їх, ймовірно, пережили.
Євсевій Кесарійський, сучасник цих подій, розповідає схожу історію: командири повинні були запропонувати своїм військам вибір між жертвопринесенням і розжалування. Це були суворі заходи — в разі відмови солдати втрачали можливість продовження кар'єри в армії, державну пенсію та всі накопичення — але не фатальні умови. Згідно Євсевію, чистка досягла поставленої мети, однак його виклад перебігу подій суперечливий, як і його оцінка кількості відступників. Євсевій також приписує ініціативу чистки Галерію, а не Діоклетіану.
Сучасний дослідник П. Девіс передбачає, що Євсевій розповідає про ту ж подію, що і Лактанцій, однак ґрунтувався на чутках і не мав доступних останньому відомостей про дискусії, що мали місце в ході імператорського жертвопринесення. Оскільки очищення зазнала армія Галерія (свою Діоклетіан залишив в Єгипті для придушення заворушень), саме його народний поголос оголосив ініціатором. З іншого боку історик Д. Вудс вважає, що Євсевій і Лактанцій розповідають про дві абсолютно різні події. Євсевій, на думку Вудса, описує початок чистки армії в Палестині, тоді як Лактанцій оповідає про події при дворі. Вудс стверджує, що відповідне місце хроніки Євсевія було спотворено латиною в перекладі, і що Євсевій в оригіналі вказував місцем початоку гонінь фортецю Беторіс в сучасній Йорданії.

### Переслідування маніхейців
Початкові гоніння продовження не отримали. Діоклетіан залишився в Антіохії на наступні три роки. Також він взимку 301—302 року відвідав Єгипет, де влаштував роздачу зерна в Олександрії. В Єгипті кілька послідовників пророка Мані були засуджені перед проконсулом Африки. 31 березня 302 року Діоклетіан, після консультації з проконсулом, наказав спалити живцем ватажків маніхейців разом з їх священними книгами . В історії Імперії це був перший подібний випадок. Деякі з незнатних маніхейців були страчені, знатні були зіслані у копальні Проконнесу (Мармурове море) або рудники Фено. Вся їх власність була конфіскована на користь імператорської скарбниці.
Тоді ж, 31 березня 302 року  Діоклетіан в указі проти маніхейців обґрунтував суть своїх претензій до послідовників цього вчення — вони були новою і раніше нечуваною сектою, яка не могла, на відміну від старих, користуватися божественним заступництвом. І якщо дозволити їм існувати, то вони з плином часу отруять своєю отрутою всю імперію .
Більшість дослідників вважають переслідування маніхейців — прихильників релігії, яка зародилася в Персії, з якою Римська імперія перебувала в стані перманентної війни, — зумовленими політичними причинами. Відповідно до цього пропонуються різні датування едикту проти маніхейців, з 296 по 308 рік. Версія про 302 рік вперше була обґрунтована Т. Моммзеном.

### 302—303 роки
Діоклетіан і Галерій були проїздом в Антіохії в серпні 302 року, коли почалася наступна хвиля гонінь. Приводом для цього стала поведінка диякона Романа Кесарійського, який перервав придворне жертвоприношення, голосно засуджуючи те, що відбувається. Він був заарештований і засуджений до спалення, однак Діоклетіан змінив покарання на відрізання язика. Покарання Романа відбулося 17 листопада 303 року. Завзятість цього християнина справило на Діоклетіана неприємне враження, і він переїхав в Нікомідію, де провів зиму.
У цей період, згідно Лактанцію, між Діоклетіаном і Галерієм виникла суперечка щодо подальшої політики по відношенню до християн. Діоклетіан вважав, що достатньо заборонити християнам обіймати посади в державному апараті і армії, тоді як Галерій виступав за їх повне знищення. Для вирішення свого кофлікту правителі відправили гінця до оракула Аполлона в Дідім. Можливо, при цій розмові був присутній Порфирій. Відповідь оракула була витлумачена в тому сенсі, що слід влаштувати загальне переслідування християн.

## Велике гоніння

### Перший едикт
23 лютого 303 року Діоклетіан наказав зруйнувати новий християнський храм в Нікомидії, а рукописи що зберігаються в ньому — спалити, майно ж було вирішено конфіскувати. Так як на цей день припадало свято Терміналії, присвячений богу кордонів Терміну, стверджувалося, що в цей день буде покінчено з християнством. На наступний день був опублікований перший едикт проти християн. Основними цілями цього закону, як і при Валер'яні, була власність християн і вищі священики. Едикт наказував знищувати священні писання, літургійні книги і храми по всій імперії. Християнам заборонялося збиратися на молитву. Вони були позбавлені права звертатися до суду і відповідати на дії, що вживаються проти них у суді. Християни — сенатори, вершники і декуріони позбавлялися своїх рангів, а імператорські вільновідпущеники знову поверталися в рабство. Едикт, вивішений в Нікомидії був зірваний і розірваний на частини таким собі Евентом, який висміював при цьому уявні перемоги над «готами» і «сарматами». Він був схоплений, підданий тортурам і спалений живцем.
Згідно Лактанція, Діоклетіан хотів дещо обмежити кровожерливість Галерія, який вимагав, щоб тих, хто відмовляються принести жертвопринесення спалювали живцем. Ряд дослідників з цього повідомлення роблять висновок, що цим едиктом заборонялося застосування смертної кари. Однак, швидше за все, ступінь покарання в едикті був явно вказаний. Незважаючи на думку Діоклетіана, місцеві судді часто виносили суворі вироки, у разі якщо питання про присудження страти знаходився в їх компетенції. Рекомендація Галерія спалювати живцем стала звичайним методом покарання християн на Сході імперії. Початок виконання едикту в  Палестині відносять до березня, в Північній Африці він був отриманий в травні або червні. Перше мучеництво в Кесарії Палестинській відносять до 7 червня, а в Цирті едикт був вперше застосований 19 травня. Перший едикт був єдиний із серії едиктів про переслідування, який набрав чинності на Заході. На Сході ж посилення тиску на християн продовжувалося.

### Наступні едикти
Влітку 303 року, після серії повстань в Мелатьї і Сирії, в яких імовірно були винні християни, був виданий другий едикт, який наказував би заарештовувати всіх єпископів і священиків. На думку істориків, не було логічної необхідності у виданні цього закону, якщо тільки Діоклетіан не розрахував, що перший едикт не перестав виконуватися або його ефект не проявлявся досить швидко. Відразу ж після публікації другого едикту в'язниці імперії почали переповнюватися численними священиками, яких, як повідомляє Євсевій, було так багато, що доводилося відпускати звичайних злочинців, щоб звільнити для них місце.

В очікуванні наступаючого 20 листопада 303 року двадцятирічного ювілею свого правління, Діоклетіан оголосив загальну амністію своїм третім едиктом. Всі ув'язненні священики, які погодилися принести жертву богам, повинні були бути звільнені. Ймовірно, Діоклетіан очікував позитивної реакції на цю ініціативу і, можливо, хотів продемонструвати християнському суспільству відступництво його духовенства. Вимога принести жертву було неприйнятною для багатьох ув'язнених, але варта часто була готова задовольнитися лише формальним згодою. Проте, частина священиків принесла жертви добровільно, інші це зробили під катуваннями. Євсевій Кесарійський у Книзі про палестинських мучеників розповідає про те, як це відбувалося в Палестині:
«Один був відпущений, як ніби-то зробив жертвопринесення, тоді як інші, схопивши його за руки і підвівши до жертовника, насильно засовували йому в праву руку мерзенну і нечисту жертву. Інший навіть і не торкався її, але колишні тут свідчили про його жертвопринесенні, — і він мовчки віддалявся. Той, взятий напівмертвим, вже як мрець і, був зарахований як такий, що приніс жертву та звільнився від пут. Цей кричав і свідчив, що він не згоден на жертвоприношення: але його били по устах; приставлений до цього натовп змушував його мовчати і виштовхував геть, хоча він і не приносив жертви. Настільки важливо було для них добитися (від християн) і одного виду принесення жертвопринесення»
У 304 році, відповідно до вимог четвертого едикту, всі, не залежно від статі і віку, повинні були зібратися для проведення колективного жертвопринесення. Ті хто відмовляться, повинні були бути страчені. Точна дата едикту не відома, передбачається що це січень або лютий 304 року. На Балканах цей едикт почав застосовуватися в березні, на Салоніках у квітні і незабаром після цього у Палестині. Про застосування цього едикту в західних провінціях Максиміана і Констанція інформації не збереглося, тоді як на Сході він діяв до видання Міланського едикту в 313 році. З джерел, Лактанцій не згадує про четвертий едикт жодного разу, а Євсевій тільки в «Книзі про палестинських мучеників» .

### Відновлення релігійної терпимості

Карта Римської імперії під контролем тетрархів

У здійснення принципів тетрархії, Діоклетіан і Максиміан відреклися 1 травня 305 року. В результаті Констанцій і Галерій стали августами, а Флавій Север і Максиміан II Даза цезарями. Згідно Лактанцію, Галерій змусив Діоклетіана призначити на ключові посади лояльних йому людей. У цій «другій тетрархії» гоніння, мабуть, продовжували тільки імператори Сходу, Галерий і Максиміан. Залишаючи владу, Діоклетіан і Максиміан припускали, що залишають християнство в агонії. Будинки церков були зруйновані, церковна ієрархія знищена, армія і цивільна служба очищені. Згідно Євсевію, відступників була незліченна кількість. На початку Максиміан проявив завзяття в переслідуванні християн. У 306 і 309 роках він видав власні едикти, що вимагають загального жертвопринесення. Євсевій звинувачує в подібних діях і Галерія.
На Заході, однак, відхід від справ Галерія призвів до краху системи тетрархії.  Костянтин, син Констанція, і Максенцій, син Максиміана, не були враховані в діоклетіановской схемі спадкування, що ображало батьків і синів. Костянтин, проти волі Галерія, успадковував своєму батькові 25 липня 306 року і відразу ж припинив гоніння і запропонував християнам повне відшкодування втраченого в роки переслідувань. Максенцій, який захопив владу в Римі 28 жовтня того ж року, теж незабаром оголосив про терпимість до християн. Галерій зробив дві невдалі спроби змістити Максенція, але під час другої з них Флавій Север був схоплений і страчений.

### Світ Галерія і Міланський едикт

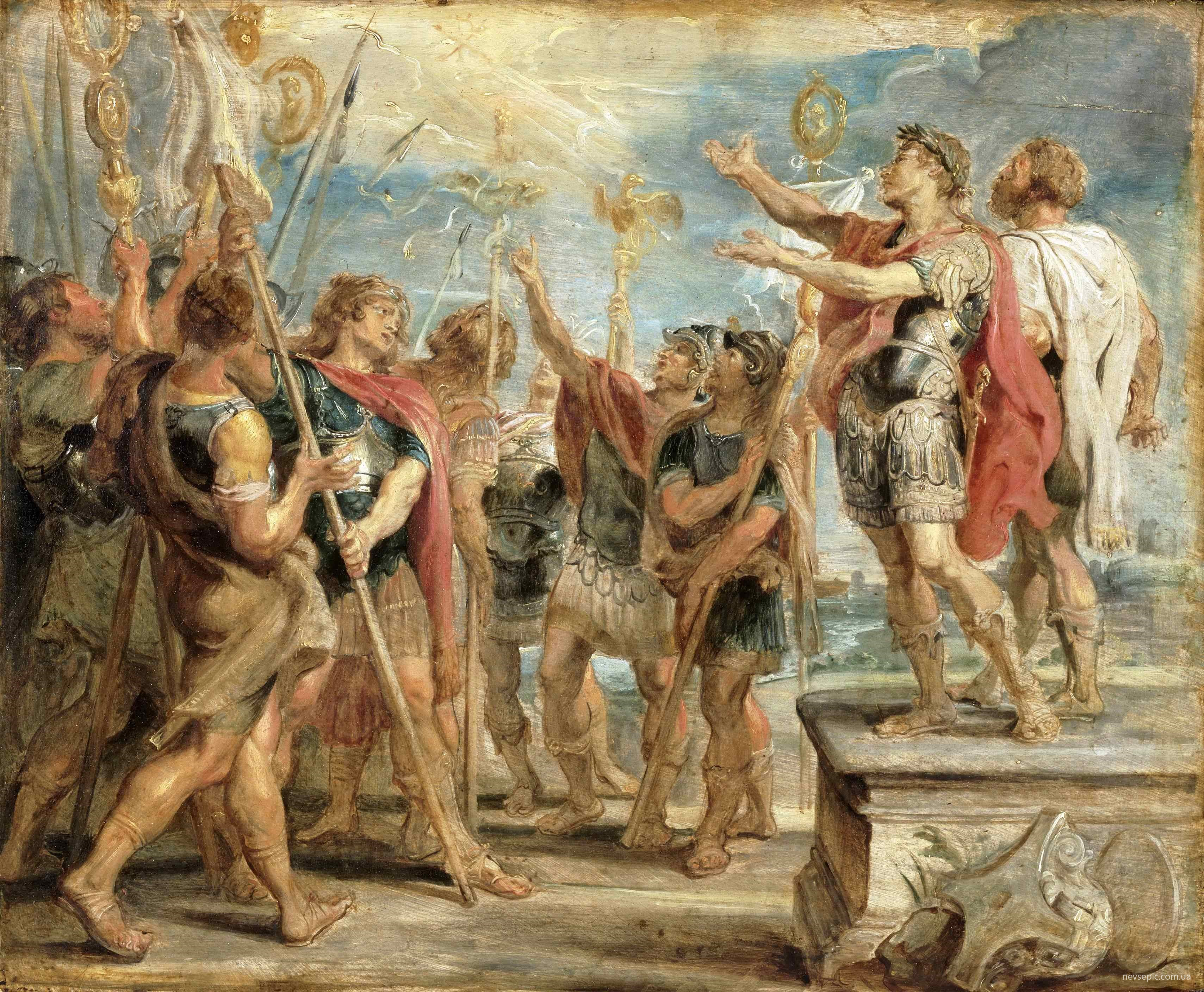
«Об'явлення Костянтину монограми Христа», ескіз П. П. Рубенса для серії гобеленів Історія Костянтина, 1622 рік

На Сході гоніння офіційно припинилися 30 квітня 311 року , хоча відомо про мучеництво в Газі до 4 травня. Перебуваючи на смертному одрі Галерий видав прокламацію про припинення переслідувань і повернення християнам права вільного існування і мирних зібрань. Гоніння повсюдно припинилися. У Лактанція зберігся латинський текст цього оголошення, названого цим автором едиктом. Євсевій призводить грецький переклад цього документа. У його версії оголошення включає преамбулу, яка містить імена і титули імператорів, авторів едикту. Однак з чотирьох правлячих імператорів було відсутнє ім'я Максиміана II Даза. На думку Т. Д. Барнса, воно спочатку фігурувало в едикті і було знищено пізніше .
На початку едикту проводиться роз'яснення, якими принципами керувалися правителі імперії, переслідуючи християн — прагненням до користі і благ держави, бажанням жити відповідно до законів предків і прагненням повернути заблукалих християн, які заразили своїм божевіллям різні народи, на шлях предків. Вжиті заходи не привели до бажаного результату, оскільки ті, хто підкорилися, робили це зі страху покарання, а багато хто так і не залишили своїх переконань. На підставі цього імператори надають милосердя і дозволяють християнам, не порушуючи порядку, жити вільно і влаштовувати свої зібрання. Ряд істориків кінця XIX — початку XX століття слідом за Лактанцієм і Євсевієм інтерпретували цей крутий поворот як передсмертну паніку, інші шукали в цьому політичні мотиви. Хоча, ймовірно, Галерій мав на увазі повернути християнам статус, який у них був до 303 року, фактично цим едиктом Галерій скасував законодавчу формулу імператора Нерона, «заборонено бути християнином», зробивши таким чином християнство поряд з юдаїзмом «дозволеною релігією» . Інші історики не схильні переоцінювати цей документ. Так, французький історик XVII століття  Л.-С. Тіллемон вважав його «незначущим». Сучасний історик  Т. Д. Барнс також вважає, що не слід переоцінювати цей едикт, так як християни Сходу отримали не більше ніж те, що їхні одновірці мали в Італії й Африці і набагато менше, ніж в Іспанії, Галлії і  Британії.
Закон Галерія не набув чинності в області Максиміана II Даза, де вони відновилися через 7 місяців і тривали майже до його загибелі у 313 році. На зустрічі Ліцинія і Костянтина в лютому 313 року в Мілані були узгоджені умови миру в усьому світі. Після своєї перемоги над Максиміном, Ліциній оголосив 13 червня 313 року в Нікомидії цей указ, який увійшов в історію як Міланський едикт. Щодо змісту і значення цього документа також існують різні точки зору, проте в даний час прийнято вважати, що саме їм закінчилося Велике гоніння.